# Ангольская мерлуза
Ангольская мерлуза, или бенгальская мерлуза (лат. Merluccius polli), — вид лучепёрых рыб из семейства мерлузовых (Merlucciidae). Морские придонные рыбы. Распространены в юго-восточной части Атлантического океана. Максимальная длина тела 80 см. Промысловая рыба. Видовое название дано в честь бельгийского ихтиолога Макса Полла (фр. Max Fernand Leon Poll; 1908—1991).

## Описание
Тело удлинённое, несколько сжатое с боков, покрыто мелкой циклоидной чешуёй. Голова уплощена в дорсовентральном направлении, её длина укладывается 3,5—4,0 раза в стандартную длину тела. Верхний профиль головы прямой. Глаз большой, его диаметр составляет 16,4—21,8 % длины головы. Есть чешуя на назальной мембране, щеках и предкрышке. Рот конечный, косой. Нижняя челюсть немного выдаётся вперёд. Подбородочный усик отсутствует. Зубы на обеих челюстях острые, клыковидные; на нижней челюсти и предчелюстной кости небольшие по размеру. Рыло вытянутое, его длина равна 30,2—35,9 % длины головы. Ширина межглазничного расстояния составляет 24,1—28 % длины головы. Жаберные тычинки короткие и толстые, с тупыми окончаниями; на первой жаберной дуге 8—12 тычинок, из них на верхней части 1—3, а на нижней 7—9. Два спинных плавника. Первый спинной плавник с коротким основанием, треугольной формы, одним колючим и 7—12 мягкими лучами. Во втором спином плавнике 36—42 мягких лучей; в задней трети плавника находится небольшая выемка. Анальный плавник с 36—42 мягкими лучами, расположен напротив второго спинного плавника и имеет сходную форму. Первый спинной плавник по высоте равен задней части второго спинного плавника. Второй спинной плавник и анальный плавники в задней части после выемки выше, чем в передней, Грудные плавники с 14—17 мягкими лучами, их окончания доходят до начала анального плавника. Брюшные плавники расположены перед грудными. Хвостовой плавник усечённый или с небольшой выемкой. Боковая линия с 98—127 чешуйками, отстоит далеко от верхнего профиля тела, почти прямая, несколько приподнята в передней части. Позвонков 52—57, из них 23—28 туловищных и 27—31 хвостовых.
Общая окраска тела черноватая, темнее на спине, с серебристым оттенком. Задний край хвостового плавника с белой полоской. Ротовая полость и язык тёмные.
Максимальная длина тела 80 см, обычно до 40 см.

## Биология
Морские бентопелагические рыбы. Обитают над континентальным шельфом и склоном на глубине от 500 до 900 м над песчаными и илистыми грунтами. Молодь придерживается меньших глубин. Совершают суточные вертикальные миграции, поднимаясь ночью в верхние слои воды. Питаются рыбами, ракообразными и кальмарами. Нерест порционный, у берегов Сенегала наблюдается январе — марте; в водах Экваториальной Гвинеи — в апреле — мае, а у берегов Анголы — с апреля по август.

## Ареал
Распространены в восточной части Атлантического океана вдоль побережья Африки от Канарских островов до Намибии. Ареал частично прерывается в районе Гвинейского залива. В связи с этим некоторые авторы выделяют два подвида:
- Merluccius polli polli Cadenat, 1950 (от Порт-Жантиль (Габон) до Намибии)
- Merluccius polli cadenati Doutre, 1960 (от Мавритании до Либерии)

## Взаимодействие с человеком
Промысловая рыба. Промысловое значение невелико. Мировые уловы в 2000—2011 гг. варьировали от 1,7 до 7 тыс. тонн. Основной страной, ведущий промысел серебристой мерлузы, является Нигерия. Ловят донными и разноглубинными тралами. Реализуется в мороженом виде.